# Національна преса
Національна преса — преса за ідеологією та напрямком політики, основним принципом якої є теза «преса — невід'ємний атрибут соціального устрою, життєдіяльності будь-якої держави». Тому держава повинна відповідати не тільки збереження і розвиток преси, її еволюцію, а і за її наповнення, зміст. Національна преса — це преса, до якої влада приділяє увагу та підтримку. Національна преса є власністю держави.

## Історія виникнення
Традиції національної журналістики (зокрема, преси) у країнах пострадянського простору сформувалися за радянських часів, коли владі в першу чергу потрібно було ідеологічне забезпечення партійних директив. Виявляються особливості функціонування етнічних ЗМІ в нових ринкових умовах; аналізується економіка національної преси; обґрунтовується необхідність розширення використання мов країн Радянського Союзу в засобах масової інформації.
На хвилі демократичних перетворень після майже сімдесятирічного перерви в середовищі пострадянських народів країни виникли організації національного руху, активізувалося різностороння співпраця між ними. Ідеї етнічного відродження зокрема і розпочали діяльність національних ЗМІ, вплив на процеси національного розвитку яких є першочерговим.
У наступних ринкових умовах національна преса, не маючи достатнього кадрового, фінансового потенціалу, не тільки вижила, а й зміцнила свої позиції. Багато в чому це досягнуто завдяки сил, самовідданої праці та ентузіазму, відданих своїй справі журналістів, які не кинули свої редакційні колективи в пошуках високої зарплати в інших виданнях. Тобто журналісти працювали «на благо державі».

## Кадри
У багатьох редакціях є скарги на вік журналістів і, як наслідок, на їхню немобільність, інертність, млявість, відсталість від темпів сучасного життя. Тим часом журналістів все ще цілком достатньо і редакції національної преси цілком в змозі готувати для себе молоді кадри, якщо буде відповідне фінансування. В результаті журналісти сьогодні йдуть працювати на приватні канали. На приватних каналах заробітна платня буде більшою. Національна преса сьогодні не здатна конкурувати із приватною за відсутності достатнього фінансування. Це позначається на якості роботи.

## Якість інформаційних матеріалів
Національні газети мають меншу кількість читачів через специфіку своїх матеріалів (на відміну від приватної). Щотижнева національна газета не може змагатися з телебаченням, радіо, інтернетом. У національній газеті у пріоритеті є аналіз, роздуми за подією. Для національної преси є важливим обговорення місцевих подій, місцевих політиків, ситуацій, може, не головних для всієї країни, але важливих для місцевої громади.

## Рентабельність
Національним газетам часто радять шукати шляхи рентабельності. Так, газети можуть заробляти на рекламі. Але вона неможлива (у всякому разі, сьогодні) в національній пресі, де передплатники — люди похилого віку, які проживають в основному в невеликих містах, селі. Національна преса, так само як і сільське господарство, не може бути рентабельною, якщо відсутні субсидії з боку держави. Щотижневі огляди національних газет на телебаченні були змушені припинитися через неможливість їхньої прибутковості.